# Álvaro del Amo
Álvaro del Amo y de Laiglesia (Madrid, 1942) es un guionista y dramaturgo, director de cine y de teatro, crítico musical y novelista español.

## Biografía
Su labor como autor teatral está en parte inédita, pero en sus montajes (Geografía, 1985 y Motor, 1988) se aprecia una traslación del lenguaje y la estética cinematográfica a la escena. Es el suyo un teatro que funde la realidad y la ficción, la vida y la apariencia, en un tono escéptico e irónico.
Como narrador, se inicia con Mutis (1980, La Gaya Ciencia). Otras obras suyas son Libreto (1985), Contagio (1991), El horror (finalista del premio Herralde en 1993), Incandescencia (colección de relatos, 1998) y Los melómanos (2000). Fue también guionista de Amantes, de Vicente Aranda, obra que lleva a la escena en 2014 en el teatro Valle-Inclán de Madrid.

## Obras
Ensayística
- 1969. El cine en la crítica del método. Edicusa, Madrid.
- 1971. Cine y crítica de cine. Taurus, Madrid.
- 1975/2009 (ampliada) Comedia cinematográfica española. Edicusa, Madrid/ Alianza Editorial

Literaria
- 1980. Mutis. Editorial La Gaya Ciencia.
- 1985. Libreto. Editorial Anagrama.
- 1991. Contagio. Editorial Anagrama.
- 1992. En casa. Editorial Anagrama.
- 1993. El horror. Editorial Anagrama.
- 1998. Incandescencia (relatos). Editorial Anagrama.
- 2000. Los melómanos. Editorial Debate.
- 2001. Cinefilia. Editorial Debate.
- 2006. Casa de fieras. Alianza Editorial.
- 2014. Crímenes ilustrados. Editorial Menoscuarto.
- 2016. Tabú. Editorial Menoscuarto.

## Filmografía
Como director
- 1968. Los preparativos, película con la que se tituló en la Escuela Oficial de Cinematografía, interpretada por Fernando Rey y Mabel Karr. Duración: 40 minutos. Blanco y negro.
- 1972. Zumo, interpretada por Julieta Serrano y Eusebio Poncela. Duración: 18 minutos. Fotografía en blanco y negro de Enrique Díaz de Diego. 1973. Paisaje con árbol, interpretada por el propio autor y sus hermanas Fuencisla y Elena. Fotografía en color de José Fernández Aguayo. Presentada, con polémico recibimiento, en los festivales de Valladolid y Benalmádena. Duración: 30 minutos.
- 1978. Una historia, con la voz en off de Fernando Fernán Gómez y la interpretación de Pedro Díez del Corral, Eusebio Poncela, Isabel Mestres y Verónica Forqué. Fotografía en blanco y negro de Ángel Luis Fernández. Duración: 23 minutos.
- 1979. Presto agitato, interpretada por Amparo Muñoz, Isabel Mestres, Pedro Díez del Corral y Joaquín Hinojosa. Fotografía en blanco y negro de Antonio Pueche. Duración: 10 minutos.
- 1980. Dos, interpretada por Isabel Mestres y Joaquín Hinojosa, con fotografía en blanco y negro de Ángel Luis Fernández. Duración: 75 minutos. Esta película fue seleccionada para participar en el Forum del Festival de Cine de Berlín en el año 1980, recorriendo después otros festivales como Cannes (dentro de una selección del Forum berlinés) y Montreal.
- 1981. El tigre, sobre dibujos de Fuencisla del Amo. Fotografía en blanco y negro de Ángel Luis Fernández. Duración: 5 minutos.
- 2003. Una preciosa puesta de sol, interpretada por Marisa Paredes, Ana Torrent, Marta Larralde y Chema Muñoz. Con la participación de la soprano Elena de la Merced y del pianista Rubén Fernández Aguirre. Fotografía en color de Carlos Suárez. Producida por El Paso y Metrojavier. Duración: 82 minutos.
- 2004. La pesadilla, episodio incluido en la película colectiva, producida por Andrés Santana, Hay motivo. De apenas tres minutos de duración cuenta, a través del mal sueño de un pajarillo, el desastre ecológico de Doñana.
- 2006. El ciclo Dreyer, producida por Metrojavier, inicia su rodaje en febrero de 2006. Interpretada por Elena Ballesteros, Esther Díaz, Isabel Ampudia, Fernando Andina y Pablo Rivero. Fotografía en color de Alfonso Sanz. Producción ejecutiva de Óscar del Caz.

### Piezas de teatro publicadas
- Estamos en 1909 Archivado el 30 de julio de 2016 en Wayback Machine.; Caos Editorial, 2001.